# Der Schmerz, die Zukunft, meine Irrtümer und ich
Der Schmerz, die Zukunft, meine Irrtümer und ich (schwedischer Originaltitel: Här ligger jag och blöder) ist der Debüt-Roman der schwedischen Schriftstellerin Jenny Jägerfeld. Der Jugendroman erschien 2010 beim Gilla Verlag und ist in der deutschen Übersetzung von Birgitta Kicherer 2014 im Hanser Verlag veröffentlicht worden. Für Der Schmerz, die Zukunft, meine Irrtümer und ich erhielt Jenny Jägerfeld 2010 den August-Preis, die wichtigste literarische Auszeichnung ihres Landes. Der Roman erhielt außerdem den Luchs des Monats im August 2014, ein Literaturpreis für Kinder- und Jugendbücher, der von der Wochenzeitung Die Zeit und Radio Bremen gemeinsam verliehen wird.
Der Schmerz, die Zukunft, meine Irrtümer und ich ist ein Jugendbuch über die eigene Identitätssuche, das Erwachsenwerden, den Umgang mit einer Entwicklungsstörung wie dem Asperger-Syndrom, eine schwierige Eltern-Kind-Beziehung und die erste Liebe.

## Handlung
Die Hauptfigur Maja Müller ist 17 Jahre alt und wohnt bei ihrem Vater in Stockholm. Ihre Eltern sind getrennt und ihre Mutter wohnt in Norrköping, einer Stadt in der Nähe von Stockholm. Maja besucht die 10. Klasse eines Gymnasiums und führt kaum Freundschaften, außer zu Enzo, ihrem besten Freund.
Als sie im Kunstunterricht ein Brett für ein Regal, ein Geburtstagsgeschenk für ihre Mutter, zersägen will, rutscht sie ab und erwischt ihre linke Daumenspitze. Ihr Vater vermutet, sie hätte sich mit Absicht selbst verletzt. Ihr Vater und ihr Lehrer sind anfangs nicht überzeugt, dass es sich dabei wirklich um einen Unfall handelt.
Am nächsten Wochenende fährt Maja ihre Mutter Jana besuchen, die jedoch, ohne eine Nachricht oder Erklärung zu hinterlassen, verschwunden ist. Anstatt jemanden zu informieren, verbringt Maja das Wochenende alleine in der Wohnung ihrer Mutter. In Kindheitserinnerungen verdeutlicht sich das ungewöhnliche und distanzierte Mutter-Tochter-Verhältnis der beiden: Maja sehnt sich nach der Liebe und Zuneigung ihrer Mutter, Jana ist jedoch kaum fähig, ihre Gefühle zu zeigen, und hat Schwierigkeiten, sozial zu interagieren. Gleichzeitig fragt sie Maja häufig nach ihrer Meinung und schenkt ihr dann ungeteilte Aufmerksamkeit und Interesse.
Auf einer Party im Nachbarhaus lernt Maja ihren Nachbarn Justin und ein aufgedrehtes Mädchen namens Debbie kennen. Sie verliebt sich in Justin und die beiden schlafen miteinander.
Bald darauf findet Maja durch eine E-Mail von Jana an ihren Vater heraus, dass Jana das Asperger-Syndrom hat. Maja gerät daraufhin in eine Krise und besucht ihre Mutter in der Psychiatrie. Dort wird sie von Jana abgewiesen und gebeten, zu gehen. Maja erleidet daraufhin einen Nervenzusammenbruch.
Debbie, die eigentlich Sarah heißt, findet Maja im Straßengraben und nimmt sie für die Nacht mit zu sich nach Hause. Am nächsten Tag bringt sie Maja zu Justin, der eigentlich Jens heißt.
Maja ist zunächst sauer, dass Jens sich nicht bei ihr gemeldet hat, aber nach kurzer Aussprache vertragen sich die beiden wieder. Jens fährt Maja zu ihrem Vater nach Stockholm. Maja spricht sich mit ihrem Vater aus und macht ihm klar, dass er ihr von Janas Krankheit hätte berichten sollen.
Am Tag der Schulabschlussfeier taucht Jana auf und entschuldigt sich bei Maja. Die Familie geht zusammen essen und Maja bringt Jana anschließend zum Bahnhof. Jana gibt Maja einen Brief, in dem sie ihre Situation erklärt und Maja versichert, dass sie sie immer lieben wird.

## Figuren
Maja
Maja ist eine 17-jährige Schülerin der 10. Klasse und die Protagonistin des Buches. Sie hat ihren eigenen Kopf und scheut sich nicht davor, ihren eigenen Weg zu gehen, ohne danach zu fragen, was andere von ihr denken. Sie ist nicht sehr kommunikativ, hat wenig Freunde und ist in der Schule eine Außenseiterin. Jedoch steht ihr Freund Enzo zu ihr. Nach außen hin zeigt sie sich lässig und selbstironisch, jedoch verbirgt sie hinter dieser Fassade ihren Schmerz, ihre Unsicherheit, Wut und Zweifel.
Jana
Jana ist Majas Mutter. Maja besucht sie regelmäßig an jedem zweiten Wochenende. Sie ist Psychologin und arbeitet an der Universität. Sie lebt zurückgezogen und hat wenig Freunde, da sie Schwierigkeiten hat, sozial zu interagieren und sich nicht in die Gedankenwelt anderer Menschen versetzen kann. Im Laufe der Geschichte stellt sich heraus, dass sie das Asperger-Syndrom hat und ihre schlechte kommunikative Kompetenz auf das Syndrom zurückzuführen ist.
Jonas
Jonas ist Majas Vater, bei dem sie seit der Trennung ihrer Eltern lebt. Er liebt seine Tochter über alles und kümmert sich als alleinerziehender Vater liebevoll und besorgt um sie, scheint ihr zurückgezogenes Wesen jedoch nicht ganz zu verstehen. Seine freien Wochenenden, an denen Maja bei ihrer Mutter ist, sind ihm sehr wertvoll, da er sich an denen ausleben kann und eine Beziehung beginnt, die er vor Maja geheim hält. Auch von der möglichen Krankheit von Jana erzählt er Maja vorerst nichts.
Enzo
Enzo ist Mayas einziger und treuer Freund. Er ist selbst sehr zurückhaltend, meidet Streit und Auseinandersetzungen.
Justin/Jens
Justin/Jens ist 20 Jahre alt und lebt in Janas Nachbarschaft. Maja lernt ihn auf einer Party kennen und verliebt sich in ihn. Auch er scheint Gefühle für sie zu entwickeln und besucht sie am Ende in Stockholm.
Debbie/Sarah
Debbie/Sarah ist Jens’ Exfreundin. Mittlerweile führen die beiden ein freundschaftliches Verhältnis. Nachdem Maja einen Zusammenbruch erleidet, kümmert sich Debbie/Sarah um sie und bringt sie zu Jens.